# Casey Affleck
Pour les articles homonymes, voir Affleck.
Caleb Casey McGuire Affleck-Boldt, dit Casey Affleck [ˈkeɪsi ˈæflɛk], né le 12 août 1975 à Falmouth (Massachusetts), est un acteur, producteur, réalisateur, scénariste et monteur américain. Révélé par le film indépendant Lonesome Jim en 2006, il est en tête d'affiche deux ans plus tard avec le polar Gone Baby Gone, première réalisation de son frère Ben Affleck.
Il accède à la reconnaissance critique avec le rôle principal du western L'Assassinat de Jesse James par le lâche Robert Ford, et surtout le premier rôle du drame Manchester by the Sea, pour lequel il reçoit, en 2017, le Golden Globe du meilleur acteur dans un film dramatique ainsi que l'Oscar du meilleur acteur.

## Biographie

### Débuts (années 1990)
Caleb Casey McGuire Affleck-Boldt fait ses débuts en 1988 à l'âge de 11 ans dans le téléfilm Lemon Sky où il interprète le frère cadet de Kevin Bacon. Après ses études secondaires, il gagne la Californie, et poursuit en parallèle sa carrière d'acteur et une formation universitaire de physique à l'université Columbia.
Découvert par le public en 1995 dans Prête à tout de Gus Van Sant, où il interprète l'un des trois cancres recrutés par Nicole Kidman pour assassiner Matt Dillon, il retrouve le réalisateur sur le tournage de Will Hunting, d'après un scénario écrit par son frère Ben et son ami, Matt Damon. En 2001, il assiste cette fois le réalisateur sur le tournage d'À la rencontre de Forrester puis sur l'épuré Gerry, sur lequel il est à la fois acteur, scénariste, monteur et producteur.
Affleck tourne régulièrement avec les membres de son « clan », comme dans la comédie indépendante Méprise multiple de Kevin Smith, aux côtés de son frère. Malgré tout, l'acteur n'est pas non plus absent des grosses productions hollywoodiennes. On l'aperçoit ainsi dans le cycle American Pie aux côtés de Jason Biggs.

### Révélation (années 2000)

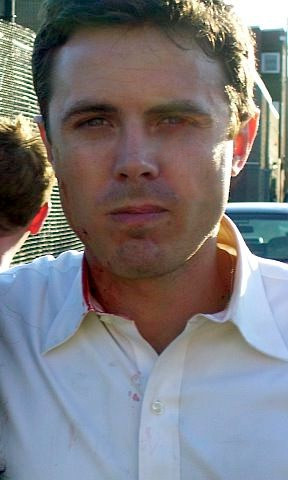
L'acteur sur le tournage de Gone Baby Gone à Boston en 2006.

Steven Soderbergh choisit Casey Affleck pour incarner l'un des braqueurs de l'aventure Ocean's Eleven, qui se poursuit avec Ocean's Twelve (2004) et Ocean's Thirteen (2007).
Parallèlement à cette trilogie, il évolue dans plusieurs projets : en 2005, il porte la comédie dramatique Lonesome Jim, film à tout petit budget de l'acteur Steve Buscemi. Son interprétation d'un auteur dépressif dans ce film indépendant acclamé au Festival de Sundance, le consacre véritablement en tant que tête d'affiche. Un an plus tard, il tient un rôle plus secondaire dans la comédie dramatique générationnelle Last Kiss, réalisée par un autre acteur, Tony Goldwyn.
Son propre frère Ben lui permet de s'imposer auprès du grand public : il lui confie le premier rôle de son premier-long-métrage en tant que réalisateur, Gone Baby Gone, un polar psychologique qui se déroule dans les quartiers populaires de Boston, où ils ont tous deux grandi. Cette exposition médiatique permet à l'acteur d'attirer l'attention des producteurs.
En 2007, il retrouve ainsi Brad Pitt pour le western crépusculaire L'Assassinat de Jesse James par le lâche Robert Ford, dans lequel il incarne l'assassin du célèbre hors-la-loi, rôle qui lui vaut une nomination à l'Oscar du meilleur second rôle masculin.

### Reconnaissance (années 2010)

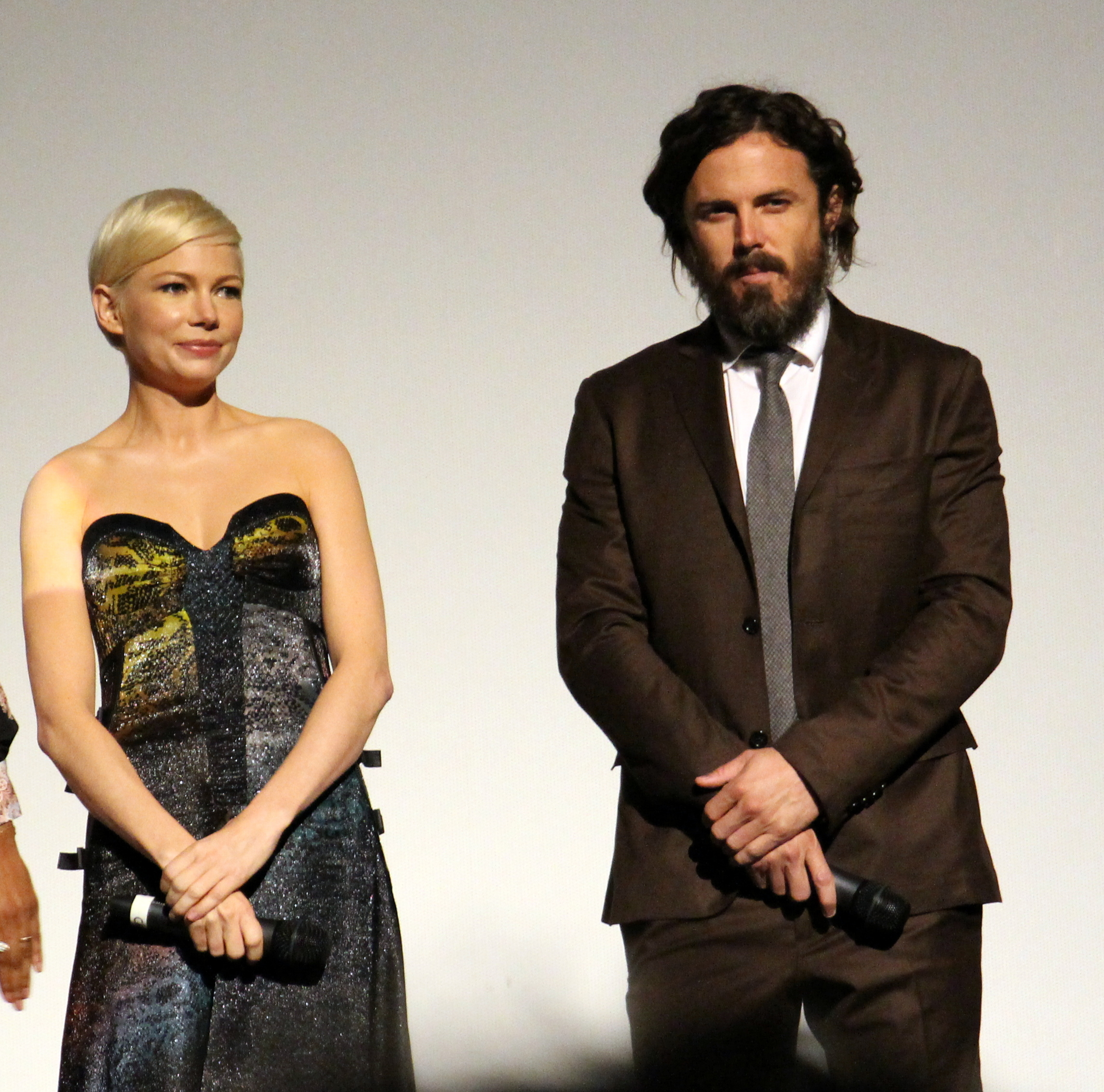
L'acteur aux côtés de Michelle Williams à la première européenne de Manchester by the Sea, en octobre 2016.

En 2010, Casey Affleck incarne le personnage principal — celui d'un adjoint du shérif et tueur à la chaîne — dans le thriller controversé The Killer Inside Me, de Michael Winterbottom. La même année, il réalise son premier film, I'm Still Here, un faux documentaire dans lequel il suit les efforts de son ami et beau-frère Joaquin Phoenix pour devenir rappeur.
En 2011, il est à l'affiche de la comédie policière Le Casse de Central Park aux côtés de Ben Stiller et Eddie Murphy.
En 2013, il est à l'affiche de deux films plus indépendants, le polar dramatique Les Amants du Texas aux côtés de Rooney Mara et Ben Foster, et le thriller Les Brasiers de la colère de Scott Cooper aux côtés de grands noms du cinéma Christian Bale, Woody Harrelson, Forest Whitaker, Willem Dafoe, Zoe Saldana ou encore Sam Shepard.
En 2014, il retrouve le chemin des films à grand succès en jouant un second rôle dans le long-métrage de science-fiction Interstellar de Christopher Nolan avec Matthew McConaughey, Anne Hathaway, Jessica Chastain et Michael Caine.
L'année 2016 est particulièrement chargée : après un passage dans le polar d'action Triple 9 de John Hillcoat, et le film catastrophe The Finest Hours de Craig Gillespie, il joue dans le film dramatique Manchester by the Sea réalisé par Kenneth Lonergan. Ce rôle lui vaut un Golden Globe du meilleur acteur dans un film dramatique ainsi que l'Oscar du meilleur acteur.
Il enchaîne deux films sous la direction de David Lowery : tout d'abord le drame fantastique A Ghost Story, dont il partage l'affiche avec Rooney Mara ; puis le thriller historique The Old Man and The Gun, où il a pour partenaire Robert Redford.
En 2019, il écrit, réalise et tient le rôle principal du drame post-apocalyptique Light of My Life, où il joue un père perdu dans une forêt avec sa fille. Il tourne cette même année la mini-série historique Lewis & Clark pour la chaîne câblée HBO.
En 2023, il retrouve Christopher Nolan avec Oppenheimer, biopic sur le physicien Robert Oppenheimer, dans lequel il interprète l'officier Boris Pash.

## Accusation de harcèlement sexuel
Début 2017, il est accusé de harcèlement sexuel. L'actrice Brie Larson a d'ailleurs refusé de l'applaudir lorsqu'elle lui a remis son Oscar.

## Vie privée
Casey Affleck s'est marié le 3 juin 2006 à Summer Phoenix avec laquelle il entretenait une relation depuis 2000. C'est Joaquin Phoenix, le frère de Summer, qui les avait présentés l'un à l'autre. Le couple a eu deux fils : Indiana August, né le 31 mai 2004 et Atticus, né le 12 janvier 2008.
Le prénom de leur premier fils, Indiana, lui fut donné en hommage au second frère de Summer, River Phoenix, mort d'une surdose en 1993, qui avait interprété le personnage d'Indiana Jones jeune dans le film Indiana Jones et la Dernière Croisade. Quant au prénom du second enfant, Atticus, il vient du nom du groupe dans lequel jouait River.
En mars 2016, Casey officialise son divorce après 10 ans de mariage. De 2016 à 2021, il est en couple avec l'actrice Floriana Lima.
Depuis décembre 2021, il est en couple avec l'actrice Caylee Cowan, de 23 ans sa cadette.

## Engagements
Casey Affleck est un des porte-paroles de l'association PETA (People for the Ethical Treatment of Animals), étant lui-même vegan.

## Filmographie

### Acteur

#### Cinéma
- 1995 : Prête à tout (To Die For) de Gus Van Sant : Russel Hines
- 1996 : Race the Sun de Charles T. Kanganis : Daniel Webster
- 1997 : Méprise multiple (Chasing Amy) de Kevin Smith : Little Kid
- 1997 : Will Hunting (Good Will Hunting) de Gus Van Sant : Morgan O'Mally
- 1998 : Desert Blue de Morgan J. Freeman (en) : Pete Kepler
- 1999 : 200 Cigarettes de Risa Bramon Garcia : Tom
- 1999 : American Pie de Paul et Chris Weitz : Tom Myers
- 2000 : Qui a tué Mona ? (Drowning Mona) de Nick Gomez : Bobby Calzone
- 2000 : Committed de Lisa Krueger : Jay
- 2000 : Hamlet de Michael Almereyda : Fortinbras
- 2000 : Attention Shoppers de Philip Charles McKenzie : Jed
- 2001 : American Pie 2 de James B. Rogers (en) : Tom Myers
- 2001 : L'Entre-mondes (Soul Survivors) de Stephen Carpenter : Sean
- 2001 : Ocean's Eleven de Steven Soderbergh : Virgil Malloy
- 2002 : Gerry de Gus Van Sant : Gerry (également scénariste et monteur)
- 2004 : Ocean's Twelve de Steven Soderbergh : Virgil Malloy
- 2005 : Lonesome Jim de Steve Buscemi : Jim
- 2006 : Last Kiss (The Last Kiss) de Tony Goldwyn
- 2007 : Ocean's Thirteen de Steven Soderbergh : Virgil Malloy
- 2007 : L'Assassinat de Jesse James par le lâche Robert Ford d'Andrew Dominik : Robert Ford
- 2007 : Gone Baby Gone de Ben Affleck : Patrick Kenzie
- 2010 : The Killer Inside Me de Michael Winterbottom : Lou Ford
- 2010 : I'm Still Here (I'm Still Here: The Lost Years of Joaquin Phoenix) de lui-même : lui-même (également scénariste, réalisateur et producteur)
- 2011 : Le Casse de Central Park (Tower Heist) de Brett Ratner : Charlie
- 2012 : L'Étrange pouvoir de Norman de Sam Fell et Chris Butler : Mitch Downe
- 2013 : Les Brasiers de la colère (Out of the Furnace) de Scott Cooper : Rodney Baze Jr.
- 2013 : Les Amants du Texas (Ain't Them Bodies Saints) de David Lowery : Bob
- 2014 : Interstellar de Christopher Nolan : Tom Cooper
- 2016 : Manchester by the Sea de Kenneth Lonergan : Lee Chandler
- 2016 : The Finest Hours de Craig Gillespie : Ray Sybert
- 2016 : Triple 9 de John Hillcoat : Chris Allen
- 2017 : A Ghost Story de David Lowery : C
- 2018 : The Old Man and The Gun de David Lowery : John Hunt
- 2019 : Light of My Life de lui-même : Le père
- 2019 : The Friend de Gabriela Cowperthwaite : Matthew Teague
- 2020 : The World to Come de Mona Fastvold : Dyer
- 2021 : Every Breath You Take de Vaughn Stein : Philip
- 2022 : Dreamin' Wild de Bill Pohlad : Donnie Emerson
- 2023 : Oppenheimer de Christopher Nolan : Boris Pash
- 2024 : Slingshot de Mikael Håfström
- 2024 : The Instigators de Doug Liman : Cobby

### Télévision

#### Séries télévisées
- 1990 : The Kennedys of Massachusetts (en) : Robert
- 2018 : Lewis and Clark : Meriwether Lewis

#### Téléfilm
- 1988 : Lemon Sky de Jan Egleson : Jerry

### Réalisateur et scénariste
- 2010 : I'm Still Here
- 2019 : Light of My Life
- 2024 : The Instigators de Doug Liman (uniquement scénariste)

## Distinctions
Source et liste complète : Internet Movie Database

### Récompenses
- Festival du film de Hollywood 2007 : Révélation masculine de l'année
- National Board of Review Awards 2007 : Meilleur acteur dans un second rôle pour L'Assassinat de Jesse James par le lâche Robert Ford
- Satellite Awards 2007 : Meilleur acteur dans un second rôle pour L'Assassinat de Jesse James par le lâche Robert Ford

- National Society of Film Critics 2008 : Meilleur acteur dans un second rôle pour L'Assassinat de Jesse James par le lâche Robert Ford

- Boston Online Film Critics Association Awards 2016 : Meilleur acteur dans un drame pour Manchester by the Sea
- Gotham Independent Film Awards 2016 : Meilleur acteur dans un drame pour Manchester by the Sea
- National Board of Review Awards 2016 : Meilleur acteur dans un drame pour Manchester by the Sea
- New York Film Critics Circle Awards 2016 : Meilleur acteur dans un drame pour Manchester by the Sea

- Golden Globes 2017 : Meilleur acteur dans un film dramatique pour Manchester by the Sea
- British Academy Film Awards 2017 : Meilleur acteur pour Manchester by the Sea
- Oscars 2017 : Meilleur acteur pour Manchester by the Sea

### Nominations
- MTV Movie Awards 2002 : Meilleure distribution pour Ocean's Eleven, partagé avec Scott Caan, Don Cheadle, George Clooney, Matt Damon, Elliott Gould, Eddie Jemison, Bernie Mac, Brad Pitt, Shaobo Qin et Carl Reiner.
- Phoenix Film Critics Society Awards 2002 : Meilleure distribution pour Ocean's Eleven, partagé avec Scott Caan, Don Cheadle, George Clooney, [Matt Damon, Elliott Gould, Eddie Jemison, Bernie Mac, Brad Pitt, Shaobo Qin et Carl Reiner

- Alliance of Women Film Journalists Awards 2007 : Meilleur acteur dans un second rôle pour L'Assassinat de Jesse James par le lâche Robert Ford
- Awards Circuit Community Awards 2007 : Meilleur acteur dans un second rôle pour L'Assassinat de Jesse James par le lâche Robert Ford
- 20e cérémonie des Chicago Film Critics Association Awards 2007 : Meilleur acteur dans un second rôle pour L'Assassinat de Jesse James par le lâche Robert Ford
- Dallas-Fort Worth Film Critics Association Awards 2007 : Meilleur acteur dans un second rôle pour L'Assassinat de Jesse James par le lâche Robert Ford
- Detroit Film Critics Society Awards 2007 : Meilleur acteur dans un second rôle pour L'Assassinat de Jesse James par le lâche Robert Ford
- Dublin Film Critics Circle Awards 2007 : Meilleur acteur dans un second rôle pour L'Assassinat de Jesse James par le lâche Robert Ford
- Golden Schmoes Awards 2007 : Meilleur acteur dans un second rôle pour L'Assassinat de Jesse James par le lâche Robert Ford
- Indiewire Critics' Poll 2007 : Meilleur acteur dans un second rôle pour L'Assassinat de Jesse James par le lâche Robert Ford
- Southeastern Film Critics Association Awards 2007 :
  - Meilleur acteur dans un second rôle pour L'Assassinat de Jesse James par le lâche Robert Ford
- Meilleure alchimie dans un thriller pour Ocean's Thirteen, partagé avec George Clooney, Scott Caan, Don Cheadle, Matt Damon, Elliott Gould, Eddie Jemison, Bernie Mac, Brad Pitt, Shaobo Qin, Carl Reiner, Eddie Izzard et Andy Garcia
- Toronto Film Critics Association Awards 2007 : Meilleur acteur dans un second rôle pour L'Assassinat de Jesse James par le lâche Robert Ford
- Utah Film Critics Association Awards 2007 : Meilleur acteur dans un second rôle pour L'Assassinat de Jesse James par le lâche Robert Ford
- Village Voice Film Poll 2007 :
  - Meilleur acteur pour L'Assassinat de Jesse James par le lâche Robert Ford
  - Meilleur acteur dans un second rôle pour L'Assassinat de Jesse James par le lâche Robert Ford

- Chlotrudis Awards 2008 : Meilleur acteur pour L'Assassinat de Jesse James par le lâche Robert Ford
- Critics' Choice Movie Awards 2008 :
  - Meilleur acteur dans un second rôle pour L'Assassinat de Jesse James par le lâche Robert Ford
  - Meilleure distribution dans un drame pour Gone Baby Gone, partagé avec Amy Ryan, Morgan Freeman, John Ashton, Ed Harris et Michelle Monaghan
- Golden Globes 2008 : meilleur acteur dans un second rôle pour L'Assassinat de Jesse James par le lâche Robert Ford
- Gold Derby Awards 2008 : Meilleur acteur dans un second rôle pour L'Assassinat de Jesse James par le lâche Robert Ford
- Houston Film Critics Society Awards 2008 :
  - Meilleur acteur dans un second rôle pour L'Assassinat de Jesse James par le lâche Robert Ford
  - Meilleur acteur dans un drame pour Gone Baby Gone
- International Online Cinema Awards 2008 : Meilleur acteur dans un second rôle pour L'Assassinat de Jesse James par le lâche Robert Ford
- London Critics Circle Film Awards 2008 : Meilleur acteur pour L'Assassinat de Jesse James par le lâche Robert Ford
- Online Film & Television Association 2008 : Meilleur acteur pour L'Assassinat de Jesse James par le lâche Robert Ford
- Online Film Critics Society Awards 2008 : Meilleur acteur dans un second rôle pour L'Assassinat de Jesse James par le lâche Robert Ford
- Oscars 2008 : Meilleur acteur dans un second rôle pour L'Assassinat de Jesse James par le lâche Robert Ford
- Screen Actors Guild Awards 2008 : Meilleur acteur dans un second rôle pour L'Assassinat de Jesse James par le lâche Robert Ford
- Vancouver Film Critics Circle Awards 2008 : Meilleur acteur dans un second rôle pour L'Assassinat de Jesse James par le lâche Robert Ford

- Irish Film and Television Awards 2009 : Meilleur acteur international pour Gone Baby Gone

- Festival international du film documentaire de Copenhague 2010 : Meilleur documentaire pour I'm Still Here
- Dublin Film Critics Circle Awards 2010 : Meilleur acteur pour The Killer Inside Me
- Gold Derby Awards 2010 : Meilleur acteur de la décennie dans un second rôle pour L'Assassinat de Jesse James par le lâche Robert Ford

- Festival international du film de Seattle 2013 : Golden Space Needle du meilleur acteur dans un drame romantique pour Les Amants du Texas

- Satellite Awards 2014 : Meilleur acteur dans un second rôle pour Les Brasiers de la colère

- Awards Circuit Community Awards 2016 :
  - Meilleur acteur pour Manchester by the Sea
  - Meilleure distribution dans un drame pour Manchester by the Sea, partagé avec Michelle Williams, Lucas Hedges et Kyle Chandler
- Los Angeles Film Critics Association Awards 2016 : Meilleur acteur dans un drame pour Manchester by the Sea
- San Francisco Film Critics Circle Awards 2016 : Meilleur acteur dans un drame pour Manchester by the Sea
- Toronto Film Critics Association Awards 2016 : Meilleur acteur dans un drame pour Manchester by the Sea

- Central Ohio Film Critics Association Awards 2017 : Meilleur acteur dans un drame pour Manchester by the Sea
- Houston Film Critics Society Awards 2017 : Meilleur acteur dans un drame pour Manchester by the Sea
- Film Independent's Spirit Awards 2017 : Meilleur acteur dans un drame pour Manchester by the Sea
- Jupiter Awards 2017 : Meilleur acteur international dans un drame d'action pour Triple 9 (2016).
- Satellite Awards 2017 : Meilleur acteur dans un drame pour Manchester by the Sea
- Screen Actors Guild Awards 2017 :
  - Meilleur acteur dans un drame pour Manchester by the Sea
  - Meilleure distribution dans un drame pour Manchester by the Sea, partagé avec Matthew Broderick, Kyle Chandler, Lucas Hedges, Gretchen Mol et Michelle Williams

## Voix francophones
En version française, Casey Affleck est dans un premier temps doublé par Emmanuel Garijo dans Race the Sun, Emmanuel Curtil dans  la saga American Pie, Jérôme Berthoud dans Qui a tué Mona ?,  Carol Styczen dans la saga Ocean's et L'Assassinat de Jesse James par le lâche Robert Ford, Alexandre Crépet dans Last Kiss et Alexis Tomassian dans  Gone Baby Gone.
Depuis 2010, Donald Reignoux le double de manière régulière, étant sa voix dans The Killer Inside Me, Le Casse de Central Park, Interstellar, The Old Man and The Gun, Every Breath You Take et Oppenheimer. Parallèlement, Jean-Christophe Dollé le double dans Triple 9, Manchester by the Sea et Light of My Life, Sébastien Hébrant est sa voix dans A Ghost Story tandis qu'Emmanuel Garijo le retrouve dans Les Brasiers de la colère, de même qu'Alexis Tomassian dans  The Finest Hours.
En version québécoise, Sébastien Reding est la voix régulière de l'acteur. Il le double notamment dans Qui a tué Mona ?, la saga L'Inconnu de Las Vegas, Gone Baby Gone, Cambriolage dans la tour, Au cœur du brasier, Triple 9 ou encore Le vieil homme et le pistolet. Hugolin Chevrette-Landesque le double dans Le Destin de Will Hunting et Les Heures de gloire, Gilbert Lachance dans Folies de graduation 2 et Renaud Paradis dans Le dernier baiser.